# Tasiocera kibunensis
Tasiocera kibunensis är en tvåvingeart som först beskrevs av Alexander 1936.  Tasiocera kibunensis ingår i släktet Tasiocera och familjen småharkrankar. Inga underarter finns listade i Catalogue of Life.